# Anaun
Der Anaun (russisch Анаун) ist ein basaltischer Schichtvulkan etwa 40 Kilometer nordöstlich des Vulkans Uksitschan im südlichen Teil des Sredinny-Höhenrückens auf der russischen Halbinsel Kamtschatka. Eine Kette von jüngeren Schlackenkegeln erstreckt sich im Südwesten des Vulkans, eine zweite Kette von Schlackenkegeln befindet sich im Süden und Südosten des Vulkans.